# مخطط تنظيمي

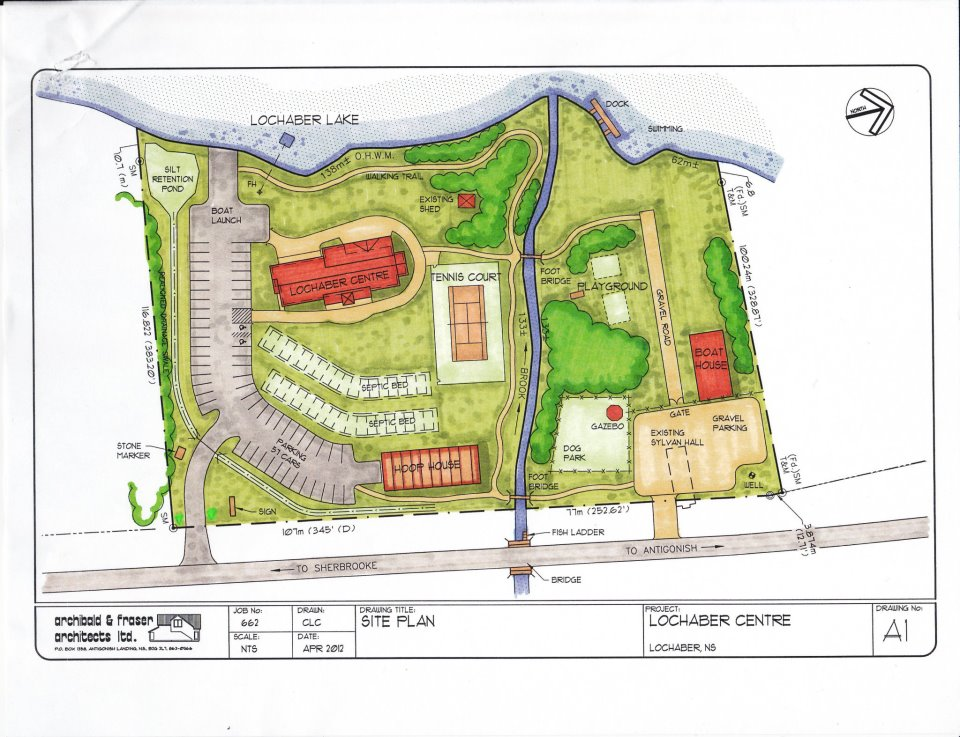

دراسة تقوم بها بلدية المدينة لتنظيم السكن والشوارع والخدمات لأحياء المدينة.
المخطط التنظيمي يُمثل الخط الفاصل بين الملكيات الخاصة (قطع الأراضي) وملكيات الدولة (الشوارع).
هذا المخطط يصدر عادة من السلطات المحلية المتمثلة بالبلدية, يوضح فيه تنظيم الأرض ( سكني, تجاري, صناعي أو زراعي ...الخ) والقوانين التي تتعلق بذلك ,مثل:
- الارتدادات
- النسبة % للبناء
- ارتفاع البناء
- النسبة الطابقية
- شكل قطعة الأرض وأسماء الطرق المجاورة